# Johann Friedrich Küpfer

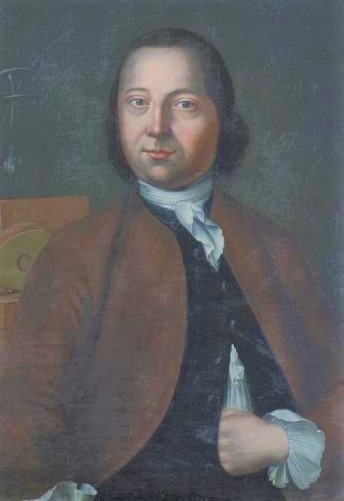
Johann Friedrich Küpfer (um 1740)

Johann Friedrich Küpfer (* 15. Juni 1708 in Bern; † 20. Februar 1766) war ein Schweizer Industrieller. Er gründete eine der ersten Fabriken im markgräflich badischen Oberamt Rötteln, aus der später die KBC Manufaktur Koechlin, Baumgartner & Cie. GmbH entstand.

## Herkunft und Familie
Johann Friedrich Küpfer entstammt der Familie Küpfer, die zum bernischen Patriziat gehörte. Er war ein Sohn des Textilfärbers und Indiennefabrikanten Hieronymus Küpfer (1679–1756) aus dessen erster Ehe mit Anna Benedikt.
Er heiratete Johanna Elisabeth Grütter (1705–1769). Folgende Kinder erreichten das Erwachsenenalter:
- Salome Katharina Küpfer (1730–1796) ⚭ Franz Hieronimus Gaudard
- Daniel Friedrich Küpfer (1734–1762) ⚭ Katharina Le Clerc
- Rosina Elisabeth Küpfer (1738–1802)
- Nanette Küpfer ⚭ Johann Jakob Gmehlin
- Niklaus Jakob Küpfer (1744–1815); Indiennefabrikant zu Lörrach ⚭ Rosina Küpfer[3]

## Leben
Küpfer übernahm die 1706 gegründete väterliche Indienne-Druckerei im Berner Quartier Sulgenbach und entwickelte diese weiter.

### Der Verschwörer in Bern
Bern wurde im 18. Jahrhundert von rund 80 Patrizierfamilien regiert, was unter den übrigen etwa 270 Bürgerfamilien, zu denen hauptsächlich Handwerker, Kaufleute und Gelehrte gehörten, zu Unzufriedenheit führte. Nachdem bereits 1735 und 1744 die friedlich vorgetragene Forderung nach einer Regierungsbeteiligung harsch abgelehnt worden war, kam es 1749 zur sogenannten Henzi-Verschwörung, die die Macht der bernischen Oligarchie beschneiden wollte. Mehrere Mitglieder der Küpfer-Familie waren an der Verschwörung beteiligt. Küpfer stellte für eine Zusammenkunft der Verschwörer die Räumlichkeiten in seiner Stoffdruckerei bereit und beteiligte sich nicht nur passiv an der Verschwörung, sondern bot sich an Waffen und bewaffnete Mannschaft bereitzustellen. Am 2. Juli 1749 wurden die Verschwörer bei der Regierung von Bern verraten. Am 4. Juli 1749 wurde Küpfer zusammen mit etwa 70 weiteren der Verschwörung Verdächtigen verhaftet. Am 6. August wurde er dann zum Verlust des Bürgerrechts und lebenslanger Verbannung aus der gesamten Eidgenossenschaft verurteilt. Nach den drei zum Tode verurteilten Anführern wurde er von der Regierung als einer der Hauptverantwortlichen angesehen und stand ganz oben auf der Liste der sieben lebenslänglich Verbannten. Es gab in Bern eine Minderheit, die für Küpfer ebenfalls die Todesstrafe verlangte. Trotz seiner Schuld verlangten einige Bewohner Berns auch Gnade für Küpfer, so schrieb Vinzenz Bernhard Tscharner (1728–1778) an Albrecht von Haller(1708–1777): "La Public demande la grace de Kupfer, actuellement le plus coupable de tous les prisonniers."
Um Küpfers Stoffdruckerei in Bern kümmerte sich sein Sohn Daniel Friedrich und nach dessen frühem Tod († 1762) seine Schwiegertochter, Katharina Le Clerc († 1769).

### Der Wirtschaftspionier in Baden
Nach der Verbannung ging Küpfer zuerst nach England, wo es ihm in London gelang an eine Rezeptur zum Blaufärben von Stoffen mit Indigo zu gelangen. Nach seiner Rückkehr aus England liess sich Küpfer zunächst im württembergischen Mömpelgard nieder, das in der Nachbarschaft von Basel und der oberen Markgrafschaft Baden-Durlach lag.
Im markgräflich-badischen Oberamt Rötteln gab es eine Stoffdruckerei, die am 6. April 1752 von Philipp Jakob Oberkampf (1714–1781), dem Vater von Christophe-Philippe Oberkampf, als Indienne-Fabrik in Lörrach nahe Basel gegründet wurde. Bereits nach einem Jahr gab Oberkampf auf, da ihm das Kapital ausgegangen war.
Der Röttler Landvogt Gustav Magnus von Wallbrunn bemühte sich um einen neuen Investor, da er die Wirtschaftspolitik des Markgrafen Karl Friedrich umsetzen und Industrieansiedlungen fördern wollte.
Küpfer hörte hier von Wallbrunns Bemühungen und bewarb sich mit Schreiben vom 26. Juni 1753 bei der markgräflichen Regierung in Karlsruhe, wobei er sich zusätzliche Privilegien erbat. Wallbrunn unterstützte Küpfers Eingabe, da dieser 200 Arbeitsplätze in Aussicht stellte. Wohl auch des seit langem gut funktionierenden Berner Betriebs von Küpfer erhielt Küpfer schon am 27. August 1753 von der markgräflichen Regierung die Zusage bezüglich der meisten von ihm gewünschten Privilegien.
Küpfer gründete in Lörrach noch 1753 die Küpfersche Cotton- und Indienne-Fabrique, eine Kattun-Druckerei.
Das nötige Know-how für den Betrieb der Stoffdruckerei brachte Küpfer auch durch ausländische Arbeiter – vermutlich auch aus seinem Berner Betrieb – nach Lörrach. Zu Beginn funktionierte der Betrieb als reine Manufaktur ohne jede industrielle Arbeitsweise, aber durch seine Grösse und die Arbeitsteilung deutlich effizienter als traditionelle Handwerksbetriebe.
Als Finanzier und wirtschaftlicher Berater mit im Boot war von Beginn an das Basler Handelshaus Merian & Comp. Während der finanziellen Unterstützung durch Peter Merian arbeitete Küpfers Stoffdruckerei hauptsächlich auf eigenes Risiko. Küpfer hatte nicht nur die wirtschaftlich nützlichen Kenntnisse zum Färben und Drucken von Stoffen, sondern auch eine Leidenschaft für die Alchemie und seine Versuche kosteten viel Geld. Trotz eines guten Geschäftsverlaufs war die Firma daher 1761 bei Merian hoch verschuldet. Im Herbst dieses Jahres rettete der Eintritt eines neuen Kompagnons die Firma. Georg Friedrich Gaupp hatte sich in militärischen Diensten der Britischen Ostindien-Kompanie gleichwohl auch Kenntnisse über die indische Textilindustrie erworben. Gaupp beabsichtigte die Fertigungstiefe durch Angliederung von Spinnerei, Weberei und Bleiche zu erhöhen. Bereits Ende 1762 zerbrach die junge Gesellschaft an Meinungsverschiedenheiten zwischen Küpfer und Gaupp. Ein weiterer Gesellschafter, Karl Anton Breitenbach, hatte zudem mangels Fachkenntnissen den ihm zugedachten Aufbau einer Weberei nicht bewältigen können. Küpfer führte von da an bis zu seinem Tode das Geschäft wieder alleine. 1764 standen in seiner Manufaktur 45 Arbeitstische, und er beschäftigte nahezu 100 Arbeiter. Bedruckt wurden Baumwoll- und Leinenstoffe. Seine Jahresproduktion umfasste u. a. über 20 000 Schnupftücher. Um den Bedarf an Betriebskapital zu mindern, arbeitete er nun hauptsächlich im Lohnauftrag für Stoffdrucker in Neuchâtel, Genf und Zürich. Um diese Zeit wurden in dem von seiner Schwiegertochter geleiteten Berner Druckereibetrieb Versuche mit Färberkrapp angestellt, was nahelegt, dass Küpfer auch in Lörrach mit seinen alchemistischen Versuchen nicht nur Gold herstellen wollte, sondern auch experimentierte um neue Farbstoffe oder Färbverfahren zu entwickeln.
1766 starb Küpfer nach der Einnahme eines selbst zubereiteten alchimistischen Präparats. Nach seinem Tod übernahm sein Sohn Nikolaus Jakob Küpfer die Firma. Anfang der 1770er-Jahre erhielt er Unterstützung durch seinen Schwager, Johann Jakob Gmehlin, der die kaufmännische Leitung übernahm. Aus der Gesellschaft wurde später die KBC Manufaktur Koechlin, Baumgartner & Cie. GmbH – Europas grösste Stoffdruckerei.

## Ehrungen
In Lörrach-Stetten wurde eine Straße nach Küpfer benannt (Küpferstraße).